# بیل ترشر
بیل ترشر (به انگلیسی: Bill Treacher) (زاده ۴ ژوئن ۱۹۳۰ – درگذشته ۵ نوامبر ۲۰۲۲) بازیگر انگلیسی بود.
از فیلم‌های معروف او می‌توان به بازی در فیلم افسانه مومیایی و تفنگدار اشاره کرد.

## مرگ
ترشر در ۵ نوامبر ۲۰۲۲ در سن ۹۲ سالگی بر اثر کووید-۱۹ و ذات الریه در ایپسویچ، سافولک درگذشت. خانواده وی در بیانیه‌ای ضمن اعلام مرگ وی تأیید کردند که سلامت ترشر برای مدتی رو به وخامت بوده‌است. جیلیان تیلفورث، آدام وودیات و لتیتیا دین، بازیگران سابق ایست‌اندرز به او ادای احترام کردند.